# CREB5
CREB5 (англ. CAMP responsive element binding protein 5) – білок, який кодується однойменним геном, розташованим у людей на короткому плечі 7-ї хромосоми. Довжина поліпептидного ланцюга білка становить 508 амінокислот, а молекулярна маса — 56 918.
| 10         |  | 20         |  | 30         |  | 40         |  | 50         |
| ---------- |  | ---------- |  | ---------- |  | ---------- |  | ---------- |
| MIYEESKMNL |  | EQERPFVCSA |  | PGCSQRFPTE |  | DHLMIHRHKH |  | EMTLKFPSIK |
| TDNMLSDQTP |  | TPTRFLKNCE |  | EVGLFSELDC |  | SLEHEFRKAQ |  | EEESSKRNIS |
| MHNAVGGAMT |  | GPGTHQLSSA |  | RLPNHDTNVV |  | IQQAMPSPQS |  | SSVITQAPST |
| NRQIGPVPGS |  | LSSLLHLHNR |  | QRQPMPASMP |  | GTLPNPTMPG |  | SSAVLMPMER |
| QMSVNSSIMG |  | MQGPNLSNPC |  | ASPQVQPMHS |  | EAKMRLKAAL |  | THHPAAMSNG |
| NMNTMGHMME |  | MMGSRQDQTP |  | HHHMHSHPHQ |  | HQTLPPHHPY |  | PHQHQHPAHH |
| PHPQPHHQQN |  | HPHHHSHSHL |  | HAHPAHHQTS |  | PHPPLHTGNQ |  | AQVSPATQQM |
| QPTQTIQPPQ |  | PTGGRRRRVV |  | DEDPDERRRK |  | FLERNRAAAT |  | RCRQKRKVWV |
| MSLEKKAEEL |  | TQTNMQLQNE |  | VSMLKNEVAQ |  | LKQLLLTHKD |  | CPITAMQKES |
| QGYLSPESSP |  | PASPVPACSQ |  | QQVIQHNTIT |  | TSSSVSEVVG |  | SSTLSQLTTH |
| RTDLNPIL   |  |            |  |            |  |            |  |            |

A: Аланін

C: Цистеїн

D: Аспарагінова кислота

E: Глутамінова кислота

F: Фенілаланін

G: Гліцин

H: Гістидин

I: Ізолейцин

K: Лізин

L: Лейцин

M: Метіонін

N: Аспарагін

P: Пролін

Q: Глутамін

R: Аргінін

S: Серин

T: Треонін

V: Валін

W: Триптофан

Кодований геном білок за функціями належить до активаторів, фосфопротеїнів. 
Задіяний у таких біологічних процесах, як транскрипція, регуляція транскрипції, альтернативний сплайсинг. 
Білок має сайт для зв'язування з іонами металів, іоном цинку, ДНК. 
Локалізований у ядрі.